# La spiata
La spiata (La balance) è un film del 1982 diretto da Bob Swaim.

## Riconoscimenti
- 1983 - Premio César
  - Miglior film
  - Migliore attore (Philippe Léotard)
  - Migliore attrice (Nathalie Baye)